# Европско првенство у ватерполу за жене 2008.
12. Европско првенство у ватерполу за жене 2008. је одржано у Малаги Шпанија од 3. јула до 13. јула 2008. године. Такмичење је одржано у организацији ЛЕНа и Шпанске пливачке федерације.
Утакмице су се играле у Воденом центру у Малги (Centro Acuático de Málaga).
На првенству је учествовало 8 репрезентација подељених у две групе, у којима су играло по једноструком лига систему (свако са сваким једну уткмицу). Победници група су директно ушли у полуфинале, а друголасиране и трећепласиране екипе су играле четвртфинале. Парови су били А2:Б3 и А3:Б2.

## Квалификације
Репрезентације Русије, Италије, Мађарске су се пласирале на основу пласмана на последњем првенству у Београду 2006, а Шпаније као репрезентација земље домаћина. Остале четири репрезентације су избориле учешће на два квалификациона турнира који су се одржали од 4 до 6. јануара 2008. године у Амстердаму Холандија група А и Хамбургу Немачка група Б.
Групе се сачињавале по четири репрезентације. Играло се по једноструком лига систему (свако са сваким по једну утакмицу). Репрезентације које су освојиле прве два места у групама пласирле су се на Европско првенство 2008. године.

## Квалификационе групе
| Група А   | Група Б              |
| --------- | -------------------- |
| Холандија | Немачка              |
| Француска | Грчка                |
| Чешка     | Уједињено Краљевство |
| Србија    | Украјина             |

## Група А —Амстердам

### Резултати
| Датум     | време | 1. екипа        | Резултат | 2. екипа        |
| --------- | ----- | --------------- | -------- | --------------- |
| 4. јануар | 19,00 | Француска       | 14 : 5   | Србија          |
|           | 20,30 | Холандија       | 22 : 29  | Чешка Република |
| 5. јануар | 15,00 | Чешка Република | 9 : 11   | Француска       |
|           | 16,30 | Холандија       | 29: 4    | Србија          |
| 6. јануар | 10,30 | Србија          | 15 : 16  | Чешка Република |
|           | 12,00 | Француска       | 2 : 13   | Холандија       |

### Табела групе А
| Пласман | Екипа           | И | П | Н | Г | ДГ | ПГ | ГР  | Бодови |
| ------- | --------------- | - | - | - | - | -- | -- | --- | ------ |
| 1.      | Холандија       | 3 | 3 | 0 | 0 | 74 | 10 | 64  | 9      |
| 2.      | Француска       | 3 | 2 | 0 | 1 | 27 | 27 | 0   | 6      |
| 3.      | Чешка Република | 3 | 1 | 0 | 2 | 29 | 58 | -29 | 3      |
| 4.      | Србија          | 3 | 0 | 0 | 3 | 24 | 59 | -35 | 0      |

- Легенда:
 И =играо, П = победа, Н = нерешено
Г = пораз, ДГ = дати голови, ПГ = примљени голови, ГР = гол-разлика

## Група Б —Хамбург

### Резултати
| Датум     | време | 1. екипа | Резултат | 2. екипа             |
| --------- | ----- | -------- | -------- | -------------------- |
| 4. јануар | 17,00 | Грчка    | 13 : 5   | Уједињено Краљевство |
|           | 19,00 | Немачка  | 14 : 4   | Украјина             |
| 5. јануар | 17,00 | Украјина | 3 : 5    | Уједињено Краљевство |
|           | 19,00 | Грчка    | 16: 9    | Немачка              |
| 6. јануар | 9,30  | Грчка    | 20 : 5   | Украјина             |
|           | 11,30 | Немачка  | 15 : 7   | Уједињено Краљевство |

### Табела групе Б
| Пласман | Екипа                | И | П | Н | Г | ДГ | ПГ | ГР  | Бодови |
| ------- | -------------------- | - | - | - | - | -- | -- | --- | ------ |
| 1.      | Грчка                | 3 | 3 | 0 | 0 | 49 | 19 | 30  | 9      |
| 2.      | Немачка              | 3 | 2 | 0 | 1 | 38 | 27 | 11  | 6      |
| 3.      | Уједињено Краљевство | 3 | 1 | 0 | 2 | 17 | 31 | -14 | 3      |
| 4.      | Украјина             | 3 | 0 | 0 | 3 | 12 | 39 | -27 | 0      |

## Групе на Европском првенству
| Група А   | Група Б   |
| --------- | --------- |
| Русија    | Италија   |
| Шпанија   | Мађарска  |
| Холандија | Грчка     |
| Немачка   | Француска |

## Резултати

### Група А
| Датум   | Време | 1. екипа  | Резултат | 2. екипа | Детаљи               |
| ------- | ----- | --------- | -------- | -------- | -------------------- |
| 5. јули | 13:30 | Шпанија   | 10 — 9   | Русија   | (2-3, 4-1, 1-3, 3-2) |
|         | 15:00 | Холандија | 9 — 6    | Немачка  | (3-0, 2-3, 2-2, 2-1) |
| 6. јули | 13:30 | Холандија | 10 — 10  | Шпанија  | (5-3, 1-3, 2-3, 2-1) |
|         | 15:00 | Немачка   | 9 — 16   | Русија   | (0-3, 4-6, 4-2, 1-5) |
| 7. јули | 12:00 | Холандија | 7 — 8    | Русија   | (2-3, 2-1, 2-2, 1-2) |
|         | 13:30 | Шпанија   | 13 — 7   | Немачка  | (2-4, 4-1, 3-0, 4-2) |

| Пласман | Екипа     | И | П | Н | Г | ДГ | ПГ | ГР  | Бодови |
| ------- | --------- | - | - | - | - | -- | -- | --- | ------ |
| 1.      | Шпанија   | 3 | 2 | 1 | 0 | 33 | 26 | +7  | 7      |
| 2.      | Русија    | 3 | 2 | 0 | 1 | 33 | 26 | +7  | 6      |
| 3.      | Холандија | 3 | 1 | 1 | 1 | 26 | 24 | +2  | 4      |
| 4.      | Немачка   | 3 | 0 | 0 | 3 | 22 | 38 | -16 | 0      |

-

### Група Б
| Датум   | Време | 1. екипа  | Резултат | 2. екипа  | Детаљи               |
| ------- | ----- | --------- | -------- | --------- | -------------------- |
| 5. јули | 12:00 | Италија   | 4 — 4    | Мађарска  | (0-2, 1-1, 1-1, 2-0) |
|         | 16:30 | Грчка     | 15 — 2   | Француска | (2-0, 5-0, 3-1, 5-1) |
| 6. јули | 12:00 | Италија   | 10 — 9   | Грчка     | (3-4, 1-1, 4-1, 2-3) |
|         | 16:30 | Мађарска  | 10 — 5   | Француска | (3-1, 3-1, 2-3, 2-0) |
| 7. јули | 15:00 | Француска | 3 — 18   | Италија   | (0-6, 0-6, 2-4, 1-2) |
|         | 16:30 | Грчка     | 7 — 7    | Мађарска  | (2-0, 1-1, 3-4, 1-2) |

| Пласман | Екипа     | И | П | Н | Г | ДГ | ПГ | ГР  | Бодови |
| ------- | --------- | - | - | - | - | -- | -- | --- | ------ |
| 1.      | Италија   | 3 | 2 | 1 | 0 | 32 | 16 | +16 | 7      |
| 2.      | Мађарска  | 3 | 1 | 2 | 0 | 21 | 16 | +5  | 5      |
| 3.      | Грчка     | 3 | 1 | 1 | 1 | 31 | 19 | +12 | 4      |
| 4.      | Француска | 3 | 0 | 0 | 3 | 10 | 43 | -33 | 0      |

### Утакмица за 7. место
| Датум   | Време | 1. екипа | Резултат | 2. екипа  | Детаљи               |
| ------- | ----- | -------- | -------- | --------- | -------------------- |
| 8. јули | 12:00 | Немачка  | 8 — 6    | Француска | (2-2, 5-0, 1-3, 0-1) |

## Четвртфинале
| Датум   | Време | 1. екипа  | Резултат | 2. екипа | Детаљи               |
| ------- | ----- | --------- | -------- | -------- | -------------------- |
| 8. јули | 13:30 | Русија    | 9 — 7    | Грчка    | (2-1, 1-2, 3-1, 3-3) |
|         | 15:00 | Холандија | 7 — 9    | Мађарска | (1-1, 2-4, 2-3, 2-1) |

### Утакмица за 5. место
| Датум    | Време | 1. екипа | Резултат | 2. екипа  | Детаљи               |
| -------- | ----- | -------- | -------- | --------- | -------------------- |
| 10. јули | 18:00 | Грчка    | 10 — 11  | Холандија | (3-3, 4-2, 1-3, 2-3) |

## Полуфинале
| Датум    | Време | 1. екипа | Резултат | 2. екипа | Детаљи               |
| -------- | ----- | -------- | -------- | -------- | -------------------- |
| 10. јули | 19:30 | Мађарска | 7 — 8    | Шпанија  | (2-0, 2-2, 2-2, 1-4) |
|          | 21:00 | Русија   | 8 — 5    | Италија  | (2-0, 0-0, 4-3, 2-2) |

### Уткмица за 3. место
| Датум    | Време | 1. екипа | Резултат | 2. екипа | Детаљи               |
| -------- | ----- | -------- | -------- | -------- | -------------------- |
| 12. јули | 19:30 | Мађарска | 9 — 6    | Италија  | (1-2, 2-2, 2-1, 4-1) |

### Финале
| Датум    | Време | 1. екипа | Резултат | 2. екипа | Детаљи               |
| -------- | ----- | -------- | -------- | -------- | -------------------- |
| 12. јули | 21:00 | Шпанија  | 8 — 9    | Русија   | (2-3, 1-3, 3-2, 2-1) |

## Коначни поредак
| Пласнан | Екипа     |
| ------- | --------- |
| Злато   | Русија    |
| Сребро  | Шпанија   |
| Бронза  | Мађарска  |
| 4.      | Италија   |
| 5.      | Холандија |
| 6.      | Грчка     |
| 7.      | Немачка   |
| 8.      | Француска |

| Победник Европског првенства за жене 2008. |
| ------------------------------------------ |
| Русија 2. Титула                           |